# 실반 비드머
실반 도미닉 비드머(독일어: Silvan Dominic Widmer, 1993년 3월 5일, 스위스 아라우 ~ )는 스위스의 축구 선수로 현재 독일 분데스리가의 FSV 마인츠 05에서 수비수로 뛰고 있다.

## 선수 경력

### 클럽
2010년 고향팀인 FC 아라우에서 데뷔하여 2013년까지 활동하며 팀의 2012-13 스위스 챌린지 리그 우승 및 차기 시즌 1부 리그 승격에 일조한 뒤 2013년 이탈리아 세리에 A의 우디네세 칼초와 입단 계약을 체결했다.
그리고 우디네세로 이적 후 2018년까지 5년간 팀의 주축 수비수로 활약했지만 코파 이탈리아 2013-14 4강 진출 외에는 별다른 성과를 거두지 못한 채 2018년 7월 12일 약 75억원의 이적료에 자국 리그 명문팀인 FC 바젤로 이적하며 5년만에 고국으로 돌아왔다.
바젤로 이적 후 2021년까지 2018-19 시즌 리그 준우승, 스위스컵 우승, 2019-20 시즌 리그 3위, 스위스컵 준우승, 2019-20년 UEFA 유로파리그 8강, 2020-21 시즌 리그 준우승 등의 성과를 거두었으며 2021년 7월 5일 독일 분데스리가의 마인츠 05의 유니폼으로 갈아입었다.

### 국가대표팀
2011년부터 2014년까지 스위스 연령대별 대표팀에서 25경기를 소화한 후 2014년 10월 12일 스위스 성인대표팀 소속으로 산마리노와의 UEFA 유로 2016 예선 E조 3차전에서 국제 A매치 데뷔전을 치렀고 2020년 9월 6일 홈에서 열린 독일과의 2020-21년 UEFA 네이션스리그 A 4조 2차전에서 A매치 데뷔골을 신고했다.
이후 2021년 5월 30일 발표된 UEFA 유로 2020 본선 최종 26인 엔트리에 합류하여 조별리그 1경기와 토너먼트 2경기 등 모두 3경기를 소화하며 사상 첫 유로 대회 8강이자 1954년 FIFA 월드컵 8강 이후 67년만의 메이저 대회 8강 진출이라는 스위스 축구의 새로운 역사 작성에 공헌했다.

## 수상

### 클럽
FC 아라우
- 스위스 챌린지 리그 : 우승 (2012-13)

 우디네세 칼초
- 코파 이탈리아 : 4강 (2013-14)

FC 바젤
- 스위스 슈퍼리그 : 준우승 (2018-19, 2020-21), 3위 (2019-20)
- 스위스컵 : 우승 (2018-19), 준우승 (2019-20)